# Akiodoris
Akiodoris is een geslacht van weekdieren uit de klasse van de Gastropoda (slakken).

## Soorten
- Akiodoris lutescens Bergh, 1879
- Akiodoris salacia Millen in Millen & Martynov, 2005